# サラエボの花
『サラエボの花』（サラエボのはな、原題: Grbavica）は、2006年に公開されたボスニア・ヘルツェゴビナの映画作品。

## あらすじ
ボスニア・ヘルツェゴヴィナの首都サラエヴォで、娘のサラと二人暮しをしているエスマ。収入は少なく、深夜遅くまで働く日々が続く。まだ12歳のサラは母が留守がちなことから寂しさを募らせていく。
ある日、サラはクラスメイトのサミルと喧嘩をしてしまうが、「父親が紛争で亡くなった」という共通点から次第に親しくなっていく。
エスマから、「父親は殉教者」と教えられており、サラ自身もそれを誇りに思っていたが、学校の修学旅行がきっかけで父親の死に疑問を持ち始める。父親の戦死証明書があれば旅費が免除されるので、エスマに証明書を出すようせがむサラ。しかし、父親は死体が見つからなかったから証明書の発行は難しいと苦しい言い訳をするエスマ。
証明書を渡してくれない母に不信感を募らせていくサラに、クラスメイトが「戦死者リストに父親の名前が無い」とからかう。耐え切れなくなったサラは、サミルから預かった拳銃でエスマを脅し、真実を教えて欲しいと迫る。そして、エスマは隠し続けてきた過去の秘密を話してしまう……。
戦争が生んだ、人々の愛と憎しみ・トラウマ・絶望を描く。

## キャスト
（）内は日本語吹替え
- エスマ：ミリャナ・カラノヴィッチ （弥永和子）
- サラ：ルナ・ミヨヴィッチ （永田亮子）
- ペルダ：レオンア・ルチェフ （松本大）
- サミル：ケナン・チャティチ （杉山大）

## スタッフ
- 監督・脚本：ヤスミラ・ジュバニッチ
- 撮影：クリスティーン・A・マイヤー
- 編集：ニキ・モスベック
- 衣装：レイラ・ホジッチ
- 製作：バーバラ・アルバート、ダミル・イブラヒモヴィッチ、ブルノ・ワグナー
- 共同製作：ボリス・ミチャルスキ、ダミル・リフタリッチ
- 字幕翻訳：古田由紀子
- 字幕監修：柴宜弘
- 後援：ボスニア・ヘルツェゴヴィナ大使館
- 配給：アルバトロス・フィルム（ 日本）

## 賞歴
- ベルリン国際映画祭　金熊賞 / エキュメニカル賞 / 平和映画賞
- コズモラマ・トロンハイム国際映画祭　コスモラマ賞
- ブリュッセル・ヨーロッパ映画祭　カンヴァステレビ作品賞 / 主演女優賞
- エルサレム映画祭　スピリット・オブ・フリーダム賞
- レイキャビク国際映画祭　ディスカバリー賞
- AFI映画祭　長編外国映画部門審査員大賞
- テッサロニキ国際映画祭　女性と平等賞
- ヨーロッパ・テンプルトン映画賞